# Payne Springs (Teksas)
Payne Springs je gradić u američkoj saveznoj državi Teksas. Prema popisu stanovništva iz 2010. u njemu je živjelo 767 stanovnika.